# Joseph Jenkins Roberts

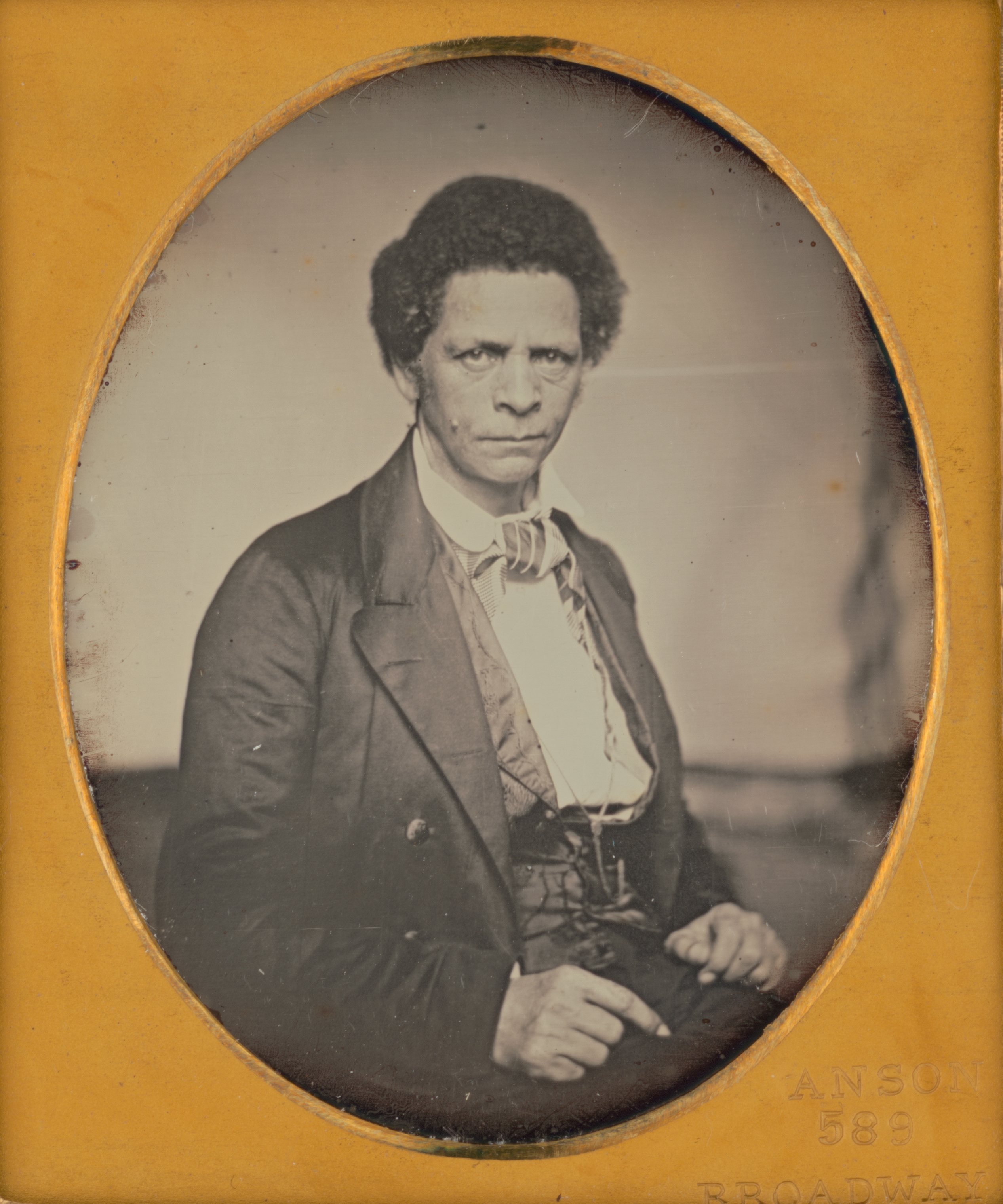
Joseph Jenkins Roberts (fotografiert von Augustus Washington um 1850)

Joseph Jenkins Roberts (* 15. März 1809 in Norfolk, Virginia, USA; † 24. Februar 1876 in Monrovia) war vom 3. Januar 1848 bis zum 7. Januar 1856 der erste sowie vom 1. Januar 1872 bis zum 7. Januar 1876 der siebte Staatspräsident von Liberia.

## Leben

### Die vorliberianische Zeit (1809–1829)
Roberts wurde am 15. März 1809 in Norfolk, Virginia, im Osten der Vereinigten Staaten geboren. Als Sohn befreiter Sklaven kam er als freier Schwarzer (freeborn Negro) auf die Welt, war also in seinem Leben nie Sklave. Er war der Älteste von sieben Geschwistern.
Als Junge nahm er seinen ersten Job auf einem Flachboot an, das auf dem James River Güter von Petersburg zu den Docks von Norfolk transportierte. Nach dem Tod seines Vaters zog er mit seiner Familie nach Petersburg, wo er erstmals davon hörte, dass Pläne zur Kolonialisierung der afrikanischen Westküste existierten. Finanziert durch die Amerikanische Kolonialgesellschaft waren schon viele Schiffe in Richtung Afrika gestartet. An der Mündung des Mesurado River war schon eine kleine Stadt namens Monrovia entstanden, benannt nach dem US-Präsidenten James Monroe.
Die Familie Roberts beschloss, sich den „Afrika-Heimkehrern“ anzuschließen. Am 9. Februar 1829 begann die Überfahrt. An Bord waren auch andere für das künftige Liberia wichtige Menschen, z. B. James Spriggs Payne aus Richmond, der später ebenfalls Präsident Liberias werden sollte. Wenige Tage bevor das Schiff in Monrovia anlegte, feierte Roberts seinen 20. Geburtstag.

### Die vorpräsidiale Karriere (1829–1847)

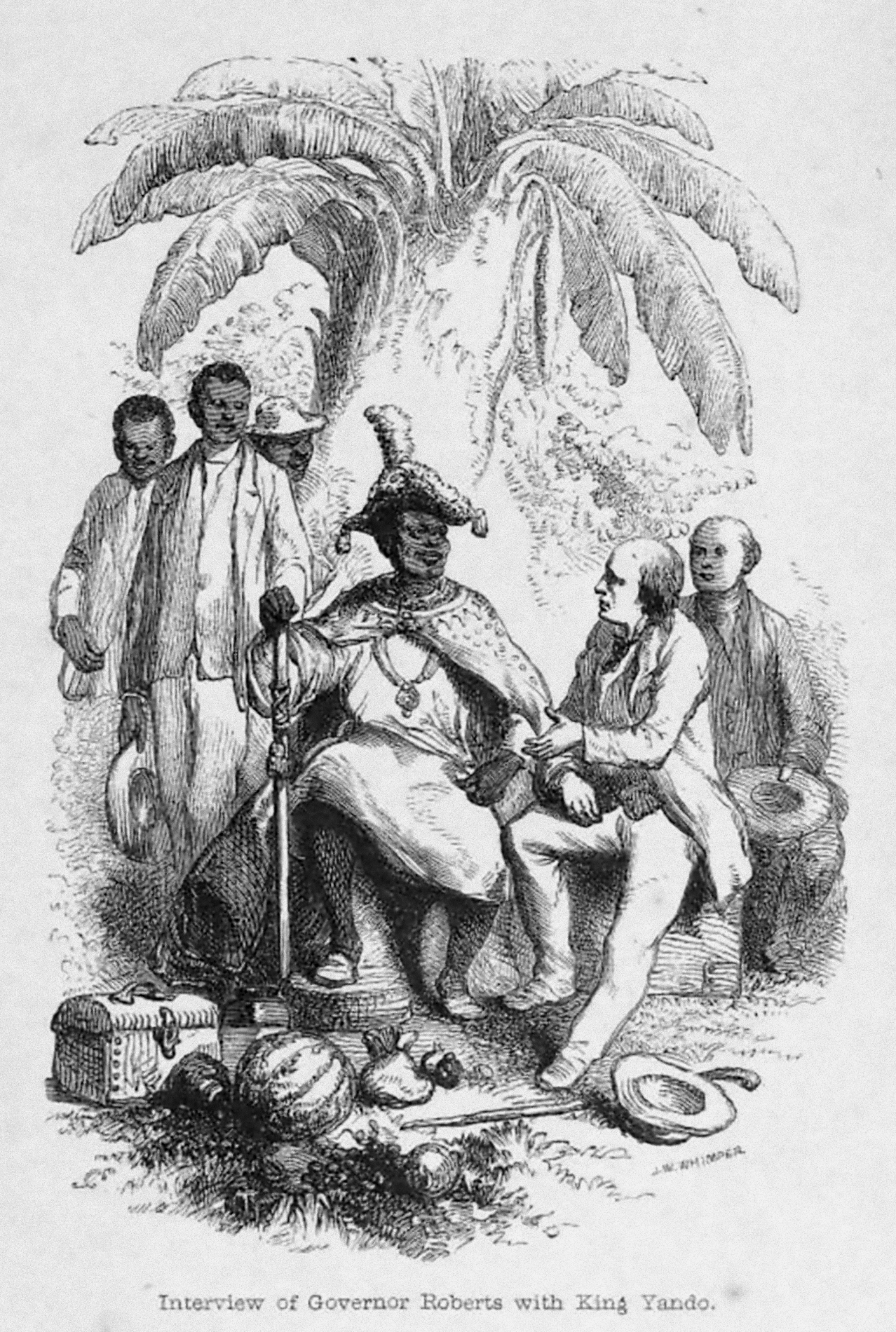
Gouverneur Roberts in Verhandlung mit König Yando (Buchillustration, 1851)

Nachdem in der neuen Kolonie ein Haus für die Familie gebaut worden war, begannen die Brüder mit Elfenbein und Palmenprodukten zu handeln.
Die Geschäfte liefen so gut, dass neue Schiffe gekauft werden konnten und die Handelsaktivitäten erweitert wurden. Einer der Brüder (Henry J. Roberts) verließ Liberia, um an der Berkshire Medical School in Massachusetts in den Vereinigten Staaten zu studieren. Um zu arbeiten, kehrte er nach seinem Studium nach Monrovia zurück. Ein anderer Bruder (John Wright Roberts) wurde erster Bischof der Methodist Episcopal Church in Liberia.
Joseph Jenkins Roberts wurde im Alter von 24 Jahren zum High Sheriff der Kolonie ernannt. Zu seinen Aufgaben gehörte es, Expeditionen zur Steuereintreibung zu leiten und auch Aufstände in den Monrovia umgebenden Stammesdörfern niederzuschlagen. 1838 ernannte ihn die Amerikanische Kolonialgesellschaft zum Vizegouverneur und als zwei Jahre später der Gouverneur starb, wurde er der erste nichtweiße Gouverneur der Kolonie.
Als im Jahre 1847 der Erste liberianische Kongress die Unabhängigkeit erklärte, wurde er als bisheriger Gouverneur zum ersten Präsidenten der Republik gewählt.

### Präsidentschaft und die Jahre danach (1847–1876)
Als Präsident erweiterte er die Grenzen der jungen Republik. So vergrößerte sich zum Beispiel die Küstenlänge Liberias unter seiner Regierung auf über 600 Meilen. Außerdem unternahm er erste Schritte, um die Stammeskulturen des Umlands in die Republik zu integrieren.
Außenpolitisch setzte er sich sehr für die Anerkennung der Republik durch die europäischen Staaten, wie auch der Vereinigten Staaten ein. England und Frankreich waren die ersten Staaten, die die Unabhängigkeit Liberias anerkannten (1848). 1849 folgten Portugal, Brasilien, Sardinien-Piemont, Österreich, Dänemark, Schweden, Hamburg, Bremen, Lübeck und Haiti.
Interessanterweise haderten ausgerechnet die USA mit der Anerkennung der Unabhängigkeit Liberias. Erst 1862, unter Präsident Abraham Lincoln, erkannten sie die Unabhängigkeit Liberias an. Der Grund für die späte Anerkennung war, dass die bisherigen US-Präsidenten befürchtet hatten, dass die Südstaaten der USA einen schwarzen Gesandten aus Liberia in Washington, D.C. nicht akzeptieren würden.
Roberts wurde für drei weitere Legislaturperioden wiedergewählt und regierte insgesamt acht Jahre, bevor er schließlich die Wahlen von 1855 verlor. Nach seiner Amtszeit als Präsident diente er 15 Jahre in der Armee als Generalmajor. Später wurde er Diplomat in Frankreich und Großbritannien.
Roberts war maßgeblich an der Gründung des Liberian College beteiligt und wurde sein erster Rektor. Mehrmals reiste er in die USA, wo er Vorträge hielt und Spenden für das College sammelte. Bis zu seinem Tode blieb er am College als Professor für Rechtsprechung und internationales Recht.
Als 1871 der amtierende Präsident Liberias abgesetzt wurde, erklärte das Parlament Roberts erneut für weitere zwei Jahre zum Präsidenten. Darauf amtierte er schließlich noch eine weitere, seine sechste und letzte Legislaturperiode, die im Jahr seines Todes, 1876, endete. Einen beträchtlichen Teil seines Vermögens hinterließ er testamentarisch dem Bildungssystem Liberias.

## Ehrungen
Im Stadtteil Mamba Point der Hauptstadt Monrovia befindet sich das Joseph Jenkins Roberts Monument, es steht nur wenige Schritte vom Ducor Hotel, dem Freimaurertempel und der Amerikanischen Botschaft entfernt.